# Andreï Medvedev
Pour les articles homonymes, voir Medvedev.
Andreï Medvedev, né le 31 août 1974 à Kiev, est un joueur de tennis ukrainien, professionnel sur le Circuit ATP de 1991 à 2001. Il a remporté onze titres sur le Circuit ATP, dont quatre Masters 1000.

## Biographie

### Carrière sportive
Vainqueur de Roland-Garros en junior en 1991, Medvedev se distinguera particulièrement sur terre battue, notamment en s'adjugeant le tournoi de Monte-Carlo en 1994, mais aussi le Masters de Hambourg en 1994, 1995 et 1997.
Sa meilleure performance en Grand Chelem demeure une finale de Roland-Garros en 1999, où il s'incline face à Andre Agassi au terme d'un match disputé au meilleur des cinq sets, et durant lequel il aura mené deux sets à rien. Il a également disputé les demi-finales de ce même tournoi en 1993, ainsi que la finale de Paris-Bercy et la demi-finale des Masters la même année. En 1999, il atteint le dernier carré de la Coupe du Grand Chelem.
Medvedev atteint son meilleur classement en 1994, à la quatrième place mondiale. En 1999, il était retombé à la 100e place mondiale lorsqu'il atteint son unique finale de Grand Chelem, à Roland-Garros, devenant le finaliste le plus mal classé de l'histoire du tournoi.
Le 12 mai 1997, il remporte son dernier tournoi lors du German International Championships de Hambourg face à l'Espagnol Félix Mantilla (6-0, 6-4, 6-2).

### Retraite
Nettement plus irrégulier et moins performant après sa finale de Grand Chelem conquise en 1999, Andreï Medvedev se retire du circuit deux ans plus tard et met un terme définitif à sa carrière.

### Engagement lors du conflit russo-ukrainien de 2022
Lors de l'invasion de l'Ukraine par la Russie en 2022, Medvedev intègre l'armée ukrainienne.

### Vie privée
Sa sœur aînée, Natalia Medvedeva, a elle aussi évolué au plus haut niveau professionnel. Ils représentent tous deux l'Ukraine lors de la Hopman Cup 1995.

## Parcours dans les tournois duGrand Chelem

### En simple
| Année | Open d'Australie | Open d'Australie | Internationaux de France | Internationaux de France | Wimbledon       | Wimbledon     | US Open         | US Open       |
| ----- | ---------------- | ---------------- | ------------------------ | ------------------------ | --------------- | ------------- | --------------- | ------------- |
| 1992  | —                | —                | 1/8 de finale            | J. Courier               | —               | —             | —               | —             |
| 1993  | 3e tour (1/16)   | P. Korda         | 1/2 finale               | S. Bruguera              | 2e tour (1/32)  | C. Pioline    | 1/4 de finale   | C. Pioline    |
| 1994  | —                | —                | 1/4 de finale            | S. Bruguera              | 1/8 de finale   | Bo. Becker    | 2e tour (1/32)  | K. Nováček    |
| 1995  | 1/4 de finale    | M. Chang         | 1/8 de finale            | T. Muster                | 2e tour (1/32)  | J. Tarango    | 2e tour (1/32)  | S. Sargsian   |
| 1996  | 2e tour (1/32)   | P. McEnroe       | 2e tour (1/32)           | B. Ulihrach              | 1er tour (1/64) | R. Furlan     | 1/8 de finale   | G. Ivanišević |
| 1997  | 1/8 de finale    | M. Chang         | 1/8 de finale            | G. Kuerten               | 3e tour (1/16)  | N. Kiefer     | 1er tour (1/64) | P. Rafter     |
| 1998  | 2e tour (1/32)   | A. Berasategui   | 1er tour (1/64)          | A. Gaudenzi              | 2e tour (1/32)  | G. Ivanišević | 2e tour (1/32)  | G. Grant      |
| 1999  | 2e tour (1/32)   | W. Black         | Finale                   | A. Agassi                | 2e tour (1/32)  | D. Nestor     | 1/8 de finale   | I. Kafelnikov |
| 2000  | 1er tour (1/64)  | N. Lapentti      | 1/8 de finale            | M. Norman                | 1er tour (1/64) | J. Björkman   | —               | —             |
| 2001  | 2e tour (1/32)   | A. Vinciguerra   | 1er tour (1/64)          | Y. El Aynaoui            | 1er tour (1/64) | J. Delgado    | —               | —             |

N.B. : à droite du résultat se trouve le nom de l'ultime adversaire.

## Parcours dans lesMasters 1000
| Année | Indian Wells            | Miami                       | Monte-Carlo              | Rome                        | Hambourg                 | Canada | Cincinnati             | Stockholm puis Essen puis Stuttgart | Paris                  |
| ----- | ----------------------- | --------------------------- | ------------------------ | --------------------------- | ------------------------ | ------ | ---------------------- | ----------------------------------- | ---------------------- |
| 1992  | —                       | —                           | —                        | —                           | —                        | —      | —                      | 2e tour S. Edberg                   | 2e tour S. Edberg      |
| 1993  | —                       | 1/8 de finale P. Sampras    | 1/4 de finale S. Edberg  | 1/8 de finale Pérez-Roldán  | —                        | —      | 1/8 de finale S. Bryan | 2e tour A. Järryd                   | Finale G. Ivanišević   |
| 1994  | —                       | —                           | Victoire S. Bruguera     | 1/8 de finale S. Doseděl    | Victoire I. Kafelnikov   | —      | 2e tour J. Stoltenberg | 2e tour A. Chesnokov                | 2e tour G. Forget      |
| 1995  | 2e tour D. Wheaton      | 1/4 de finale P. Sampras    | 1er tour R. Fromberg     | 1/8 de finale G. Ivanišević | Victoire G. Ivanišević   | —      | 2e tour P. Rafter      | 1/8 de finale T. Muster             | 1/8 de finale M. Chang |
| 1996  | 1er tour J. Burillo     | 1/8 de finale G. Ivanišević | 1/8 de finale C. Pioline | 1/4 de finale W. Ferreira   | 2e tour J. Burillo       | —      | 2e tour M. Chang       | —                                   | —                      |
| 1997  | 1er tour N. Kulti       | 1/4 de finale S. Bruguera   | 1/8 de finale C. Moyà    | 1er tour S. Draper          | Victoire F. Mantilla     | —      | 1/8 de finale M. Chang | 2e tour I. Kafelnikov               | —                      |
| 1998  | 1/4 de finale T. Muster | 3e tour G. Kuerten          | 2e tour À. Corretja      | 1er tour M. Chang           | 1er tour A. Costa        | —      | 2e tour R. Krajicek    | —                                   | —                      |
| 1999  | —                       | 2e tour J. Björkman         | 1er tour I. Ljubičić     | —                           | —                        | —      | —                      | 1er tour D. Vacek                   | 2e tour C. Pioline     |
| 2000  | 1er tour P. Sampras     | 2e tour G. Rusedski         | 2e tour K. Kučera        | 1/8 de finale M. Norman     | 1/8 de finale C. Pioline | —      | —                      | —                                   | —                      |
| 2001  | —                       | 1er tour Y. El Aynaoui      | 1er tour D. Sanguinetti  | 1er tour T. Haas            | 1er tour A. Martín       | —      | —                      | —                                   | —                      |

N.B. : sous le résultat se trouve le nom de l’ultime adversaire.